# Prix Rómulo-Gallegos
Pour les articles homonymes, voir Gallegos.
Le prix international de littérature Rómulo-Gallegos a été créé le 6 août 1964 en l'honneur du romancier et homme politique vénézuélien du même nom, par un décret pris par l'ancien président du Venezuela, Raúl Leoni. À l'origine, son but était de récompenser les romans latino-américains, mais à partir des années 1990, il s'est élargi à l'ensemble du domaine. Le premier auteur espagnol à recevoir le prix a été Javier Marias. Il est considéré comme étant la plus haute distinction littéraire d'Amérique latine.

## Œuvres récompensées
- 1967 : La Maison verte de Mario Vargas Llosa (Pérou)
- 1972 : Cent Ans de solitude de Gabriel García Márquez (Colombie)
- 1977 : Terra Nostra de Carlos Fuentes (Mexique)
- 1982 : Palinure de Mexico de Fernando del Paso (Mexique)
- 1987 : Los perros del paraíso d'Abel Posse (Argentine)
- 1989 : La casa de las dos palmas de Manuel Mejía Vallejo (Colombie)
- 1991 : La visita en el tiempo de Arturo Uslar Pietri (Venezuela)
- 1993 : Santo oficio de la memoria de Mempo Giardinelli (Argentine)
- 1995 : Mañana en la batalla piensa en mí de Javier Marías (Espagne)
- 1997 : Mal de amores de Ángeles Mastretta (Mexique)
- 1999 : Les Détectives sauvages de Roberto Bolaño (Chili)
- 2001 : El viaje vertical de Enrique Vila-Matas (Espagne)
- 2003 : El desbarrancadero de Fernando Vallejo (Colombie)
- 2005 : El vano ayer de Isaac Rosa (Espagne)
- 2007 : El tren pasa primero de Elena Poniatowska (Mexique)
- 2009 : El país de la canela de William Ospina (Colombie)
- 2011 : Blanco nocturno de Ricardo Piglia (Argentine)
- 2013 : Simone de Eduardo Lalo (Porto Rico)
- 2015 : Tríptico de la infamia de Pablo Montoya (Colombie)
- 2020 : El país del diablo de Perla Suez (Argentine)